# At Folsom Prison
At Folsom Prison ist ein Livealbum von Johnny Cash, das am 13. Januar 1968 in der Haftanstalt Folsom State Prison in Kalifornien aufgenommen und im Mai desselben Jahres veröffentlicht wurde. Neben Cash und seiner Band Tennessee Three trat auch seine spätere Frau June Carter auf, Gastmusiker waren Carl Perkins und die Statler Brothers.
Das Album belegte drei Wochen Platz eins der US-Country-Charts, war zweieinhalb Jahre in den US-Pop-Charts vertreten und verkaufte sich mehr als sechs Millionen Mal. Darüber hinaus wurde das Album vom renommierten Musikmagazin Rolling Stone auf Platz 88 der 500 Greatest Albums of All Time gewählt. 1969 veröffentlichte Cash ein weiteres Album aus einer Haftanstalt, At San Quentin.

## Weitere Veröffentlichungen
Das Album wurde 1999 auf CD wiederveröffentlicht. Diese Ausgabe beinhaltet drei Songs mehr als die Originalveröffentlichung aus dem Jahr 1968: Busted, Joe Bean und The Legend of John Henry’s Hammer. Zudem wurden die zensierenden Piepgeräusche entfernt.
2008 erschien das Konzert erneut in einer Legacy Edition. Dabei sind auf zwei CDs beide Konzerte vom 13. Januar 1968 zu hören, die für das Originalalbum zusammengeschnitten worden waren (nur zwei Lieder aus der zweiten Show fanden auf der Schallplatte Verwendung). Neben zahlreichen unveröffentlichten Cash-Aufnahmen, sowohl wiederholten Stücken aus der zweiten Show als auch zwei ausgelassene Songs aus der ersten, wurde auch das Vorprogramm mit Carl Perkins und den Statler Brothers ausnahmslos übernommen. Auf einer zum Set gehörenden DVD ist außerdem ein Film über die Hintergründe des Konzerts zu sehen.

## Titelliste (Wiederveröffentlichung 1999)
1. Folsom Prison Blues (J. Cash) – 2:42
2. Busted (H. Howard) – 1:25
3. Dark as a Dungeon (M. Travis) – 3:04
4. I Still Miss Someone (J. Cash – R. Cash, Jr.) – 1:38
5. Cocaine Blues (T. J. Arnall) – 3:01
6. 25 Minutes to Go (S. Silverstein) – 3:31
7. Orange Blossom Special (E. T. Rouse) – 3:06
8. The Long Black Veil (Wilkin – D. Dill) – 3:58
9. Send a Picture of Mother (J. Cash) – 2:05
10. The Wall (H. Howard) – 1:36
11. Dirty Old Egg-Suckin’ Dog (J. H. Clement) – 1:30
12. Flushed From the Bathroom of Your Heart (J. H. Clement) – 2:05
13. Joe Bean (B. Freeman – L. Pober) – 3:05
14. Jackson (Duett mit June Carter) (B. Wheeler – J. Lieber) – 3:12
15. Give My Love to Rose (J. Cash) – 2:43
16. I Got Stripes (Duett mit June Carter) (J. Cash – C. Williams) – 1:52
17. The Legend of John Henry’s Hammer (J. Cash – J. Carter) – 7:08
18. Green, Green Grass of Home (C. Putman) – 2:13
19. Greystone Chapel (Glen Sherley) – 6:02

## Veröffentlichungen und Charterfolge
Album (US Billboard Charts)
| Jahr | Chart         | Position |
| ---- | ------------- | -------- |
| 1968 | Country-Alben | 1        |
| 1968 | Pop-Alben     | 13       |

Singles (US Billboard Charts)
| Jahr | Single              | Chart           | Position |
| ---- | ------------------- | --------------- | -------- |
| 1968 | Folsom Prison Blues | Country-Singles | 1        |
| 1968 | Folsom Prison Blues | Pop-Singles     | 32       |

## Verkaufszahlen und Auszeichnungen
| Land/Region                  | Auszeichnungen für Musikverkäufe (Land/Region, Auszeichnung, Verkäufe) | Verkäufe  |
| ---------------------------- | ---------------------------------------------------------------------- | --------- |
| Kanada (MC)                  | Platin                                                                 | 100.000   |
| Vereinigte Staaten (RIAA)    | 3× Platin                                                              | 3.000.000 |
| Vereinigtes Königreich (BPI) | Gold                                                                   | 100.000   |
| Insgesamt                    | 1× Gold · 4× Platin ·                                                  | 3.200.000 |

Hauptartikel: Johnny Cash/Auszeichnungen für Musikverkäufe

## Filme

### Walk the Line
Die Rahmenhandlung des 2005 veröffentlichten biografischen Films über Johnny Cashs Leben Walk the Line spielt größtenteils während des Konzerts in Folsom. Cashs Kommentar „This show is being recorded for an album release on Columbia Records and you can’t say ‚hell‘ or ‚shit‘ or anything like that.“ („Dieses Konzert wird für ein Album bei Columbia Records aufgezeichnet, deswegen sollt ihr nicht 'Hölle' oder 'Scheiße' oder irgendetwas in die Richtung sagen.“) ist ebenso wie seine Auslassungen über die schlechte Qualität des Trinkwassers im Gefängnis auf dem Album zu hören.

### Johnny Cash at Folsom Prison
Johnny Cash at Folsom Prison ist ein 90-minütiger Dokumentarfilm aus dem Jahr 2008 zu diesem und anderen Gefängniskonzerten von Johnny Cash.